# Universal Volley Modena 2010-2011
Questa voce raccoglie le informazioni riguardanti l'Universal Volley Modena nelle competizioni ufficiali della stagione 2010-2011.

## Organigramma societario
Area direttiva
- Presidente: Rino Astarita

Area tecnica
- Allenatore: Augusto Sazzi (fino al 9 febbraio 2011), Giuseppe Cuccarini (dal 10 febbraio 2011)
- Allenatore in seconda: Giacomo Meschieri
- Assistente allenatore: Filippo Schiavo
- Addetto statistiche: Gabriele Galeazzi

Area sanitaria
- Medico: Gustavo Savino
- Fisioterapista: Paolo Zucchi
- Preparatore atletico: Davide Serafini (fino al 9 febbraio 2011)

## Rosa
| N° | Nome                | Ruolo | Data di nascita  | Nazionalità sportiva |
| -- | ------------------- | ----- | ---------------- | -------------------- |
| 1  | Lucia Bacchi        | S     | 4 gennaio 1981   | Italia               |
| 2  | Sara Paris          | L     | 19 luglio 1985   | Italia               |
| 3  | Fernanda Ferreira   | P     | 10 gennaio 1980  | Brasile              |
| 4  | Alessandra Guatelli | S     | 19 maggio 1983   | Italia               |
| 5  | Paola Paggi         | C     | 6 dicembre 1976  | Italia               |
| 6  | Giulia Ciabattoni   | L     | 2 gennaio 1991   | Italia               |
| 7  | Francesca Devetag   | C     | 13 novembre 1986 | Italia               |
| 8  | Tereza Matuszková   | O     | 3 dicembre 1982  | Rep. Ceca            |
| 10 | Laura Partenio      | S     | 29 dicembre 1991 | Italia               |
| 11 | Sladjana Erić       | C     | 29 luglio 1983   | Serbia               |
| 12 | Martina Balboni     | P     | 29 gennaio 1991  | Italia               |
| 13 | Christa Harmotto    | C     | 12 ottobre 1986  | Stati Uniti          |
| 14 | Rosangela Correia   | O     | 24 luglio 1972   | Brasile              |
| 18 | Manuela Secolo      | S     | 22 febbraio 1977 | Italia               |